# MBK
MBK industrie – francuski producent skuterów i motocykli, obecnie należący do japońskiej Yamahy.
Przedsiębiorstwo zostało założone w 1924 pod nazwą Motobebecane i przez wiele lat było największym francuskim producentem motocykli. W 1984 nawiązało współpracę z Yamahą i wówczas przyjęło nazwę MBK. Yamaha obecnie posiada 99% udziałów w przedsiębiorstwie.
Obecnie produkuje ponad 20 modeli motocykli i skuterów o pojemności silnika 50 i 125 cm³.